# Hind's Hall
"Hind's Hall" is een protestlied van de Amerikaanse rapper Macklemore uit 2024.

## Achtergrond
Het nummer is geschreven en geproduceerd door Macklemore. Hij bracht het als single uit bij Bendo Records op 6 mei 2024. In de tekst verklaart Macklemore steun aan de pro-Palestijnse protesten op universiteitscampussen die oproepen tot desinvesteringen in Israël en een staakt-het-vuren in de oorlog tussen Israël en Hamas.
De titel van het lied verwijst naar de naamsverandering van Hamilton Hall aan de Columbia-universiteit door pro-Palestijnse activisten naar "Hind's Hall" ter ere van Hind Rajab, een zesjarig Palestijns meisje dat door Israëlische troepen in de Gazastrook werd gedood. In het lied bekritiseert Macklemore de financiering van Israël door de Verenigde Staten en beschrijft hij de bezetting van de Palestijnse gebieden door Israël als vorm van apartheid.
"Hind's Hall" bevat samples van het nummer "Ana La Habibi" van de Libanese zangeres Fairuz. De volledige opbrengst van de single is gedoneerd aan UNRWA, de VN-organisatie die hulp levert aan de inwoners van de Gazastrook. 
De videoclip van het nummer bevat een foto van een universiteitsgebouw waarop de zin "Free Palastine" is gespoten. Sommige internetgebruikers dachten ten onrechte dat de foto op de Columbia-universiteit was genomen en gebruikten de foto om kritiek te uiten op de demonstranten. De foto is genomen bij de Canadese Universiteit van Ottawa.

## Ontvangst
Het nummer werd goed ontvangen door muziekpers en collega-musici. Gitarist Tom Morello van Rage Against the Machine noemde "Hind's Hall" het meest Rage Against The Machine-achtige nummer sinds Rage Against The Machine. Jill Stein, de presidentskandidaat van de Groene Partij in 2024, bedankte Macklemore publiekelijk voor het maken van het nummer. 
Het nummer behaalde de derde plek in de Amerikaanse R&B/hiphop-hitlijst. In Nederland bleef het steken in de Tipparade.

### NPO Radio 2 Top 2000
Hind's Hall stond in 2024 voor het eerst in de NPO Radio 2 Top 2000, op plek 833.